# 신상근
신상근(1961년 4월 24일 ~ )은 대한민국의 전직 축구 선수이다. 현역 시절 포지션은 공격수였다.

## 선수 경력
신상근은 1984년 포항제철 돌핀스에 입단했다. 1984년 4월 1일 현대 호랑이와의 경기에서 K리그 데뷔골을 기록했다.
1987년 시즌을 앞두고 럭키금성 황소에 입단했다.

## 근황
현재는 서귀포시에서 고깃집을 운여하고 있다.